# 太陽 (2016年の映画)
『太陽』（たいよう）は、2016年4月23日公開の日本映画。
原作は劇団イキウメが上演した前川知大作の戯曲である。

## キャスト
- 奥寺鉄彦：神木隆之介
- 生田結：門脇麦
- 森繁富士太：古川雄輝
- 佐々木行雄：綾田俊樹
- 佐々木拓海：水田航生
- 金田洋次：高橋和也
- 曽我玲子：森口瑤子
- 奥寺克哉：村上淳
- 奥寺純子：中村優子
- 曽我征治：鶴見辰吾
- 生田草一：古舘寛治

## スタッフ
- 原作：前川知大
- 監督：入江悠
- 脚本：前川知大、入江悠
- 製作：畠中達郎、井上伸一郎
- 音楽：林祐介
- エグゼクティブプロデューサー：原田知明、堀内大示
- プロデューサー：遠藤日登思、小林剛、澤岳司
- 撮影：近藤龍人
- 照明：藤井勇
- 美術：古積弘二
- 装飾：鈴村高正
- 録音：小宮元
- 音響効果：渋谷圭介、佐藤祥子
- CGプロデューサー：鈴木伸広
- CGディレクター：土井淳
- スタイリスト：纐纈春樹
- ヘアメイク：望月志穂美
- 音楽プロデューサー：和田亨
- 助監督：松尾崇
- ラインプロデューサー：佐藤圭一朗
- 配給：KADOKAWA
- 制作プロダクション：デジタル・フロンティア、アミューズ映像製作部
- 企画・製作：アミューズ、KADOKAWA